# William S. Burroughs II
William Seward Burroughs II (Saint Louis (Missouri)), 5 februari 1914 – Lawrence (Kansas), 2 augustus 1997) was een Amerikaans schrijver. Hij was, naast Jack Kerouac, Allen Ginsberg en Gregory Corso, een van de bekendste schrijvers van de Beat Generation.

## Levensloop
Hij was de kleinzoon van William S. Burroughs I, uitvinder van de eerste industrieel vervaardigde rekenmachine, en vader van de in 1947 geboren William S. Burroughs III, die eveneens schrijver was, maar in 1981 op 33-jarige leeftijd overleed. Aangenomen wordt dat hij in 1951 in Mexico tijdens een feestje zijn vrouw Joan Vollmer vermoordde, in het bijzijn van zijn zoon. Met valse getuigen en een vlucht naar de VS wist hij aan langdurige gevangenisstraf te ontkomen.
In 1959 werd hij beroemd door de uitgave van de roman Naked Lunch, een boek met een innovatieve, deconstructivistische structuur waarin hij harde maatschappijkritiek levert, met drugsverslaving en homoseksualiteit als metaforen. Tevens is het een kroniek van zijn eigen ervaringen met homoseksualiteit, het gebruik en afkicken van drugs. Hij maakte in dit boek onder meer gebruik van elementen uit genres als hard-boiled, sciencefiction en porno. Ook zijn enige gedeelten geschreven als satire op wetenschappelijke traktaten. In 1991 werd het boek door David Cronenberg verwerkt tot de film Naked Lunch.
In het daarop volgende werk, met name in de trilogie The Soft Machine (1961), The Ticket that Exploded (1962) en Nova Express (1964) past hij de cut-up techniek toe waarbij hij letterlijk tekst verknipt en op een andere manier weer samenvoegt. In zijn latere werk staat het gebruik van deze techniek minder op de voorgrond. Overigens had William S. in 1993 een korte samenwerking met Kurt Cobain. Deze samenwerking betrof een opname genaamd The "priest" they called him waarop Burroughs zijn verhaal vertelt en Cobain muziek speelt op de achtergrond. Cobain heeft later aangegeven dat ze aan een heel album zouden gaan werken. Maar door diens vroege overlijden in 1994 is dit nooit tot stand gekomen. Burroughs was zijn gehele leven ongeliefd binnen literaire kringen omdat hij zich liever ophield aan de onderkant van de samenleving met criminelen en drugsverslaafden. Niet in de laatste plaats omdat, volgens eigen zeggen, hij daar de inspiratie voor zijn romans vandaan haalde. Hij heeft bij leven geen prijs gewonnen en nooit positieve recensies gehad.

## Gedeeltelijke bibliografie
- Junkie (roman, 1953)
- Naked Lunch, Naakte Lunch (roman, 1959)
- The Soft Machine, De zachte machine (roman, 1961)
- The Ticket that Exploded (roman, 1962)
- Nova Express (1964)
- Cities of the Red Night (1981)
- The Place of Dead Roads (1983)
- Queer (1953, uitgegeven 1985; in 2024 verfilmd)
- The Western Lands (1987)
- Interzone (1987)
- The "priest" they called him (1993)
- And the Hippos Were Boiled in Their Tanks (1945, uitgegeven 2008)